# 딜린저 (1973년 영화)
《딜린저》(Dillinger)는 미국에서 제작된 존 밀리어스 감독의 1973년 액션, 범죄, 드라마 영화이다. 워렌 오티스 등이 주연으로 출연하였고 버즈 파이트션스 등이 제작에 참여하였다.

## 출연

### 주연
- 워렌 오티스
- 벤 존슨
- 미쉘 필립스

### 조연
- 클로리스 리치먼
- 해리 딘 스탠튼
- 제프리 루이스
- 존 라이언
- 리처드 드라이퍼스
- 스티브 캐널리
- 존 마티노
- 로이 젠슨
- 리드 모건
- 프랭크 맥래

## 기타
- 배역: 마이크 펜튼
- 배역: 프레드 루스
- Ass-PD: 로버트 파파지언